# 1024 Hale
1024 Hale è un asteroide della fascia principale del diametro medio di circa 41,36 km. Scoperto nel 1923, presenta un'orbita caratterizzata da un semiasse maggiore pari a 2,8662287 UA e da un'eccentricità di 0,2252399, inclinata di 16,08239° rispetto all'eclittica.
L'asteroide potrebbe avere un satellite.
Il suo nome è in onore dell'astronomo statunitense George Ellery Hale.